# ボクシングアフターダーク
『ボクシングアフターダーク』 (Boxing After Dark、BADと略される) は、アメリカのケーブルテレビ局・HBOで放送していたプロボクシング中継番組。年間10回前後放送していた。日本ではWOWOW「エキサイトマッチ」が試合映像を放送していた。

## 概要
同じくHBOが放送していたボクシング中継番組「ワールドチャンピオンシップボクシング」から若手選手のための場として派生した番組で、1996年2月3日のケネディ・マッキニーVSマルコ・アントニオ・バレラ戦から放送をスタート。ESPN2で放送されていたフライデーナイトファイトで経験を積んだ若手選手が登場することが多かった。ワールドチャンピオンシップボクシングへの登竜門的な場としても機能し、ここで注目を集め実力を認められた選手がワールドチャンピオンシップボクシングにステップアップしていた。
2013年3月、ボクシング放送局としてHBOとライバル関係にあるテレビ局ショウタイムと繋がりが深いゴールデンボーイ・プロモーションズ傘下の選手の試合を今後は放送しないことを発表した。2015年夏ごろからこの問題は徐々に解消しゴールデンボーイ・プロモーションズ傘下の選手の試合を放送するようになった。しかしゴールデンボーイ・プロモーションズと入れ替わるようにアル・ヘイモン傘下の選手の試合を放送しなくなり、2018年の番組終了まで放送しなかった。
2018年12月8日、ボクシング中継開始以来1119試合目の放送となったセシリア・ブレークフスVSアレクサンドラ・ロペスをもって放送を打ち切り、HBOはボクシング中継から完全に撤退した。

## 日本人選手が放送された試合
| 日付           | 試合                                      | 視聴者数  | 参考                                                                               |
| -------------- | ----------------------------------------- | --------- | ---------------------------------------------------------------------------------- |
| 2018年9月8日   | 井岡一翔 vs. マックウィリアムズ・アローヨ | 31万人    | ファン・フランシスコ・エストラーダvsフェリペ・オルクタの前座 当時の井岡はJBC管轄外 |
| 2017年12月9日  | テビン・ファーマー vs. 尾川堅一           | 51万3千人 | ミゲル・ローマンvsオルランド・サリドの前座                                         |
| 2017年9月9日   | 井上尚弥 vs. アントニオ・ニエベス         | 73万5千人 | シーサケット・ソー・ルンヴィサイvsローマン・ゴンサレスの前座                       |
| 2017年7月15日  | ミゲール・ベルチェット vs. 三浦隆司       | 68万3千人 |                                                                                    |
| 2017年1月28日  | 三浦隆司 vs. ミゲル・ローマン             | 49万1千人 | ミゲール・ベルチェットvsフランシスコ・バルガスの前座                               |
| 2012年10月12日 | ノニト・ドネア vs. 西岡利晃               | 83万5千人 |                                                                                    |
| 2011年7月9日   | リコ・ラモス vs. 下田昭文                 |           | ポール・ウイリアムスvsエリスランディ・ララの前座                                   |

日本では、井岡 vs. アローヨ戦はTBS系列、ファーマー vs. 尾川戦はWOWOWメンバーズオンデマンド、他はWOWOW「エキサイトマッチスペシャル」でそれぞれ生中継された。